# Polirytmia
Polirytmia (gr. polýs = liczny i gr. rhythmós = rytm) – zjawisko muzyczne polegające na występowaniu różnych struktur rytmicznych w jednocześnie brzmiących przebiegach poszczególnych instrumentów lub głosów. Istotne jest jednakowe metrum wszystkich partii; w przeciwnym razie zjawisko nazywa się polimetrią. Niemiecki muzykolog Hugo Riemann wyróżnił trzy typy polirytmii:
- polegającą na zagęszczonym ruchu jednej linii melodycznej względem drugiej, np. jednoczesny przebieg szesnastkowy i ćwierćnutowy (przykład A),
- rytmikę uzupełniającą, polegającą na dopełnianiu się rytmów poszczególnych linii melodycznych, prowadzącym do powstania jednolitego ruchu (przykład B),
- rytmikę konfliktową, polegającą na jednoczesnym występowaniu różnych podziałów rytmicznych, np. kwartol w jednym głosie i triol w drugim (przykład C).

Polirytmia występuje powszechnie w muzyce od późnego średniowiecza. 